# Film più costosi

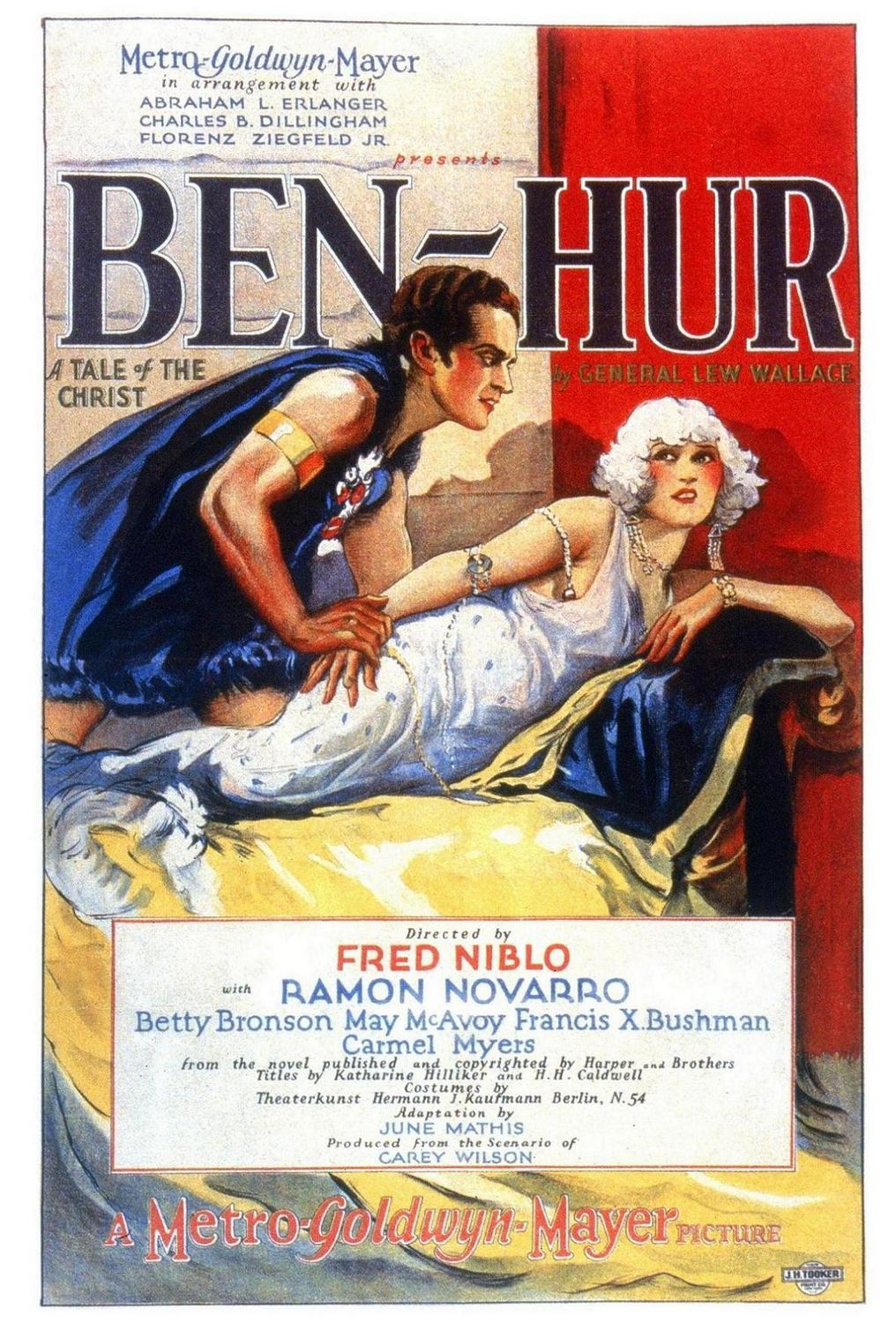
Ben-Hur (1925) è stato il film più costoso dell'epoca del cinema muto, detenendo il record per vent'anni.

A causa della natura segreta della burocrazia di Hollywood, non è ben chiaro quale sia il film più costoso mai realizzato. Star Wars - Il risveglio della Forza detiene ufficialmente il record con un budget di 447 milioni di dollari, mentre la trilogia de Lo Hobbit è la più costosa delle riprese consequenziali ("back to back") raggiungendo una somma di 675 milioni di dollari.
L'inflazione, le tecniche cinematografiche e le variazioni di mercato hanno influenzato i costi di produzione dei film. I costi sono aumentati costantemente durante l'era dei film muti con il record di Ben-Hur (1925) che è durato fino all'introduzione del sonoro. La televisione ha avuto un impatto diretto sull'aumento dei budget negli anni cinquanta, in quanto competitor del cinema per il pubblico, culminando nel 1963 con Cleopatra che, pur essendo il maggior incasso dell'anno, non riuscì a coprire i costi di produzione. Negli anni novanta vennero superate due soglie psicologiche, con True Lies che costò 100 milioni di dollari nel 1994 e Titanic che ne costò 200 nel 1997, entrambi diretti da James Cameron. Da allora è diventato normale per un film prodotto da una major costare oltre 100 milioni di dollari, e un sempre maggior numero di produzioni odierne supera i 200 milioni di dollari di budget.
Questa lista contiene solo i film già distribuiti al pubblico internazionale; non sono inclusi quelli in produzione, post-produzione o annunciati, dal momento che i budget possono essere variabili. Sono elencati di seguito i costi netti, cioè il costo effettivo della realizzazione, non includendo i costi promozionali e calcolate le tasse.
La classifica è ordinata in base ai budget ufficialmente riconosciuti dalle compagnie di produzione; la maggior parte delle compagnie, tuttavia, non comunica ufficialmente i costi di produzione. In questi casi, quindi, sono state indicate le cifre stimate da ricercatori professionali e critici dell'industria cinematografica. Dove vi sono conflitti di stime, esse sono arrotondate per difetto.
T2 3-D: Battle Across Time in proporzione ai 12 minuti di durata, si tratta del film più costoso della storia del cinema, essendo costato 60 milioni  $ (ogni minuto è costato 5 milioni $).

## Produzioni più costose non aggiustate per l'inflazione
Solo le produzioni con un valore nominale che supera i 150 milioni di dollari sono elencate in seguito. A causa degli effetti dell'inflazione, tutti i film della lista eccetto tre sono stati prodotti dopo il XX secolo.

### Film
| Posizione | Titolo                                                    | Anno | Costo in milioni | Note e riferimenti              |
| --------- | --------------------------------------------------------- | ---- | ---------------- | ------------------------------- |
| 1         | Avatar - La via dell'acqua                                | 2022 | 350-460 $        | [ 1 ] [ 2 ]                     |
| 2         | Jurassic World - Il regno distrutto                       | 2018 | 432 $            | [ 3 ]                           |
| 3         | Avengers: Endgame                                         | 2019 | 356 $            | [ 4 ]                           |
| 4         | Fast X                                                    | 2023 | 340 $            |                                 |
| 5         | Avengers: Infinity War                                    | 2018 | 325 $            |                                 |
| 6         | Pirati dei Caraibi - Ai confini del mondo                 | 2007 | 300 $            | [ 5 ] [ 6 ]                     |
| 6         | Justice League                                            | 2017 | 300 $            | [ 7 ] [ 8 ]                     |
| 7         | Indiana Jones e il quadrante del destino                  | 2023 | 295 $            |                                 |
| 8         | Mission: Impossible - Dead Reckoning - Parte uno          | 2023 | 291 $            | [ 9 ]                           |
| 9         | Avengers: Age of Ultron                                   | 2015 | 279,9 $          |                                 |
| 10        | John Carter                                               | 2012 | 265 $            |                                 |
| 11        | Rapunzel - L'intreccio della torre                        | 2010 | 260 $            | [ 10 ] [ 11 ] [ 12 ] [ 13 ]     |
| 12        | Spider-Man 3                                              | 2007 | 258 $            |                                 |
| 13        | Pirati dei Caraibi - Oltre i confini del mare             | 2011 | 250 $            |                                 |
| 13        | Harry Potter e il principe mezzosangue                    | 2009 | 250 $            | [ 14 ] [ 15 ]                   |
| 15        | Lo Hobbit - La battaglia delle cinque armate              | 2014 | 248 $            | [ 16 ]                          |
| 15        | Solo: A Star Wars Story                                   | 2018 | 248 $            | [ 17 ]                          |
| 17        | Spectre                                                   | 2015 | 245 $            |                                 |
| 18        | Avatar                                                    | 2009 | 237 $            |                                 |
| 19        | Il cavaliere oscuro - Il ritorno                          | 2012 | 230 $            | [ 18 ]                          |
| 19        | Pirati dei Caraibi - La vendetta di Salazar               | 2017 | 230 $            |                                 |
| 21        | Le cronache di Narnia - Il principe Caspian               | 2008 | 225 $            | [ 19 ]                          |
| 21        | The Lone Ranger                                           | 2013 | 225 $            |                                 |
| 21        | Pirati dei Caraibi - La maledizione del forziere fantasma | 2006 | 225 $            | [ 5 ] [ 20 ]                    |
| 21        | L'uomo d'acciaio                                          | 2013 | 225 $            | [ 21 ] [ 22 ]                   |
| 21        | Lo Hobbit - La desolazione di Smaug                       | 2013 | 225 $            | [ 23 ] [ 24 ]                   |
| 26        | The Avengers                                              | 2012 | 220 $            | [ 25 ] [ 26 ] [ 27 ] [ 28 ]     |
| 27        | Men in Black 3                                            | 2012 | 215 $            | [ 29 ]                          |
| 27        | Il grande e potente Oz                                    | 2013 | 215 $            |                                 |
| 29        | X-Men - Conflitto finale                                  | 2006 | 210 $            | [ 30 ] [ 31 ]                   |
| 29        | Transformers 4 - L'era dell'estinzione                    | 2014 | 210 $            | [ 32 ] [ 33 ] [ 34 ]            |
| 31        | Battleship                                                | 2012 | 209 $            | [ 35 ]                          |
| 32        | King Kong                                                 | 2005 | 207 $            | [ 36 ] [ 37 ] [ 38 ]            |
| 33        | Aquaman e il regno perduto                                | 2023 | 205 $            | [ 39 ]                          |
| 34        | Superman Returns                                          | 2006 | 204 $            |                                 |
| 35        | Titanic                                                   | 1997 | 200 $            | [ 40 ] [ 41 ] [ 42 ]            |
| 35        | Transformers - La vendetta del caduto                     | 2009 | 200 $            | [ 43 ]                          |
| 35        | 2012                                                      | 2009 | 200 $            | [ 44 ]                          |
| 35        | Elemental                                                 | 2023 | 200 $            | [ 45 ]                          |
| 35        | Spider-Man 2                                              | 2004 | 200 $            | [ 46 ] [ 47 ]                   |
| 35        | Quantum of Solace                                         | 2008 | 200 $            | [ 48 ] [ 49 ]                   |
| 35        | Terminator Salvation                                      | 2009 | 200 $            | [ 50 ] [ 51 ]                   |
| 35        | Toy Story 3                                               | 2010 | 200 $            | [ 52 ] [ 53 ]                   |
| 35        | Lanterna Verde                                            | 2011 | 200 $            | [ 54 ] [ 55 ] [ 56 ]            |
| 35        | Cars 2                                                    | 2011 | 200 $            | [ 57 ] [ 58 ] [ 59 ]            |
| 35        | The Amazing Spider-Man                                    | 2012 | 200 $            | [ 60 ] [ 61 ]                   |
| 35        | Lo Hobbit - Un viaggio inaspettato                        | 2012 | 200 $            |                                 |
| 35        | Iron Man 3                                                | 2013 | 200 $            | [ 62 ] [ 63 ] [ 64 ]            |
| 35        | Monsters University                                       | 2013 | 200 $            | [ 65 ]                          |
| 35        | The Amazing Spider-Man 2 - Il potere di Electro           | 2014 | 200 $            | [ 66 ] [ 67 ]                   |
| 35        | X-Men - Giorni di un futuro passato                       | 2014 | 200 $            | [ 68 ] [ 69 ]                   |
| 50        | Guardiani della Galassia                                  | 2014 | 195,9 $          |                                 |
| 51        | Transformers 3                                            | 2011 | 195 $            | [ 70 ] [ 71 ] [ 72 ] [ 73 ]     |
| 52        | Spider-Man: No Way Home                                   | 2021 | 190 $            |                                 |
| 52        | World War Z                                               | 2013 | 190 $            |                                 |
| 52        | Fast & Furious 7                                          | 2015 | 190 $            | [ 74 ] [ 75 ] [ 76 ]            |
| 55        | Ribelle - The Brave                                       | 2012 | 185 $            | [ 77 ]                          |
| 55        | Il cacciatore di giganti                                  | 2013 | 185 $            |                                 |
| 55        | Indiana Jones e il regno del teschio di cristallo         | 2008 | 185 $            | [ 78 ] [ 79 ] [ 80 ]            |
| 55        | Il cavaliere oscuro                                       | 2008 | 185 $            | [ 20 ] [ 81 ] [ 82 ]            |
| 55        | Into Darkness - Star Trek                                 | 2013 | 185 $            | [ 65 ]                          |
| 60        | La bussola d'oro                                          | 2007 | 180 $            | [ 83 ] [ 84 ]                   |
| 60        | Pacific Rim                                               | 2013 | 180 $            |                                 |
| 60        | Le cronache di Narnia - Il leone, la strega e l'armadio   | 2005 | 180 $            | [ 85 ] [ 86 ] [ 87 ]            |
| 60        | WALL•E                                                    | 2008 | 180 $            | [ 88 ] [ 89 ]                   |
| 60        | Tomorrowland - Il mondo di domani                         | 2015 | 180 $            | [ 90 ] [ 91 ] [ 92 ]            |
| 65        | Troy                                                      | 2004 | 175 $            | [ 93 ]                          |
| 65        | Un'impresa da Dio                                         | 2007 | 175 $            | [ 94 ] [ 95 ] [ 96 ]            |
| 65        | Mostri contro alieni                                      | 2009 | 175 $            | [ 97 ] [ 98 ] [ 99 ]            |
| 65        | Up                                                        | 2009 | 175 $            | [ 100 ] [ 101 ]                 |
| 65        | A Christmas Carol                                         | 2009 | 175 $            | [ 102 ] [ 103 ]                 |
| 65        | 47 Ronin                                                  | 2013 | 175 $            |                                 |
| 65        | Maleficent                                                | 2014 | 175 $            | [ 104 ]                         |
| 65        | Edge of Tomorrow - Senza domani                           | 2014 | 175 $            | [ 105 ] [ 106 ]                 |
| 65        | Jupiter - Il destino dell'universo                        | 2015 | 175 $            | [ 107 ]                         |
| 65        | Inside Out                                                | 2015 | 175 $            | [ 108 ] [ 109 ]                 |
| 75        | Waterworld                                                | 1995 | 172 $            | [ 110 ]                         |
| 76        | Biancaneve e il cacciatore                                | 2012 | 170 $            | [ 111 ]                         |
| 76        | Thor: The Dark World                                      | 2013 | 170 $            | [ 112 ]                         |
| 76        | Wild Wild West                                            | 1999 | 170 $            | [ 113 ] [ 114 ]                 |
| 76        | G.I. Joe - La nascita dei Cobra                           | 2009 | 170 $            | [ 115 ] [ 116 ]                 |
| 76        | Iron Man 2                                                | 2010 | 170 $            | [ 117 ] [ 118 ] [ 119 ] [ 120 ] |
| 76        | Tron: Legacy                                              | 2010 | 170 $            | [ 121 ] [ 122 ] [ 123 ] [ 124 ] |
| 76        | Captain America: The Winter Soldier                       | 2014 | 170 $            | [ 125 ] [ 126 ] [ 127 ]         |
| 76        | Apes Revolution - Il pianeta delle scimmie                | 2014 | 170 $            | [ 128 ] [ 129 ] [ 130 ]         |
| 76        | Top Gun: Maverick                                         | 2022 | 170 $            |                                 |
| 85        | Terminator 3 - Le macchine ribelli                        | 2003 | 167 $            | [ 131 ]                         |
| 86        | Dragon Trainer                                            | 2010 | 165 $            | [ 132 ] [ 133 ] [ 134 ]         |
| 86        | Ralph Spaccatutto                                         | 2012 | 165 $            | [ 135 ] [ 136 ]                 |
| 86        | Big Hero 6                                                | 2014 | 165 $            | [ 137 ] [ 138 ]                 |
| 86        | Interstellar                                              | 2014 | 165 $            | [ 137 ] [ 138 ] [ 139 ]         |
| 90        | Cowboys & Aliens                                          | 2011 | 163 $            | [ 140 ]                         |
| 91        | Sahara                                                    | 2005 | 160 $            | [ 141 ]                         |
| 91        | Fast & Furious 6                                          | 2013 | 160 $            |                                 |
| 91        | Van Helsing                                               | 2004 | 160 $            | [ 142 ] [ 143 ] [ 144 ]         |
| 91        | Polar Express                                             | 2004 | 160 $            | [ 145 ] [ 146 ]                 |
| 91        | Poseidon                                                  | 2006 | 160 $            | [ 147 ] [ 148 ] [ 149 ]         |
| 91        | Shrek terzo                                               | 2007 | 160 $            | [ 150 ]                         |
| 91        | Inception                                                 | 2010 | 160 $            | [ 151 ] [ 152 ] [ 153 ] [ 154 ] |
| 91        | Godzilla                                                  | 2014 | 160 $            | [ 155 ] [ 156 ]                 |
| 99        | Robin Hood                                                | 2010 | 155 $            |                                 |
| 99        | Terminator Genisys                                        | 2015 | 155 $            | [ 157 ]                         |
| 99        | Alexander                                                 | 2004 | 155 $            | [ 158 ] [ 159 ]                 |

### Riprese consequenziali
| Posizione | Titolo                                                                           | Anni    | Costo in milioni | Note e riferimenti |
| --------- | -------------------------------------------------------------------------------- | ------- | ---------------- | ------------------ |
| 1         | Lo Hobbit (trilogia)                                                             | 2012–14 | 675 $            |                    |
| 2         | Avengers: Infinity War e Avengers: Endgame                                       | 2018-19 | 656 $            |                    |
| 3         | Pirati dei Caraibi - La maledizione del forziere fantasma e Ai confini del mondo | 2006–07 | 450 $            |                    |
| 4         | Hunger Games: Il canto della rivolta - Parte 1 e Parte 2                         | 2014–15 | 300 $            | [ 160 ]            |
| 5         | Il Signore degli Anelli (serie di film)                                          | 2001–03 | 281 $            | [ 161 ]            |
| 6         | Harry Potter e i Doni della Morte - Parte 1 e Parte 2                            | 2010–11 | 250 $            | [ 162 ] [ 163 ]    |
| 7         | Matrix Reloaded e Revolutions                                                    | 2003    | 237 $            |                    |
| 8         | The Twilight Saga: Breaking Dawn - Parte 1 e Parte 2                             | 2011–12 | 230 $            |                    |

## Produzioni più costose aggiustate per l'inflazione
Le produzioni elencate di seguito sono ordinate in base al budget nominale regolato con l'inflazione in base all'indice dei prezzi di consumo degli Stati Uniti relativo all'anno di uscita.
La serie sovietica dei film Guerra e pace, pubblicata in quattro parti dal 1966 al 1967, è talvolta menzionata come la produzione più costosa mai realizzata: all'epoca della proiezione negli Stati Uniti si parlava di un costo superiore ai 100 milioni di dollari (quasi 700 milioni tenendo conto dell'inflazione). Dai registri di produzione, tuttavia, risulta un costo di 9 213 013 di dollari (circa 80 milioni oggigiorno). Un'altra omissione degna di nota è Metropolis, il film tedesco del 1927 diretto da Fritz Lang, spesso erroneamente riportato con un budget di 200 milioni nella valuta moderna. In realtà costò 1,2–1,3 milioni, corrispondenti a circa 24 milioni secondo l'indice dei prezzi di consumo della Germania.

### Film
| Posizione | Titolo                                                    | Anno | Costo in milioni | Costo in milioni | Note e riferimenti          |
| Posizione | Titolo                                                    | Anno | Regolato         | Nominale         | Note e riferimenti          |
| --------- | --------------------------------------------------------- | ---- | ---------------- | ---------------- | --------------------------- |
| 1         | Cleopatra                                                 | 1963 | 372 $            | 44 $             | [ 164 ]                     |
| 2         | Avengers: Endgame                                         | 2019 | 356 $            | 356 $            | [ 4 ]                       |
| 3         | Pirati dei Caraibi - Ai confini del mondo                 | 2007 | 342 $            | 300 $            | [ 5 ] [ 6 ]                 |
| 4         | Avengers: Infinity War                                    | 2018 | 300 $            | 300 $            |                             |
| 5         | Titanic                                                   | 1997 | 298 $            | 200 $            | [ 40 ] [ 41 ] [ 42 ]        |
| 6         | Spider-Man 3                                              | 2007 | 294 $            | 258 $            |                             |
| 7         | Rapunzel - L'intreccio della torre                        | 2010 | 280 $            | 260 $            | [ 10 ] [ 11 ] [ 12 ] [ 13 ] |
| 7         | Avengers: Age of Ultron                                   | 2015 | 280 $            | 279,9 $          |                             |
| 9         | Pirati dei Caraibi - Oltre i confini del mare             | 2011 | 276 $            | 250 $            |                             |
| 9         | Harry Potter e il principe mezzosangue                    | 2009 | 276 $            | 250 $            | [ 14 ] [ 15 ]               |
| 11        | John Carter                                               | 2012 | 272 $            | 263,7 $          |                             |
| 12        | Waterworld                                                | 1995 | 267 $            | 172 $            | [ 110 ]                     |
| 13        | Pirati dei Caraibi - La maledizione del forziere fantasma | 2006 | 264 $            | 225 $            | [ 5 ] [ 20 ]                |
| 14        | Avatar                                                    | 2009 | 261 $            | 237 $            |                             |
| 15        | Spider-Man 2                                              | 2004 | 251 $            | 200 $            | [ 46 ] [ 47 ]               |
| 15        | King Kong                                                 | 2005 | 251 $            | 207 $            | [ 36 ] [ 37 ] [ 38 ]        |
| 17        | Lo Hobbit - La battaglia delle cinque armate              | 2014 | 250 $            | 250 $            | [ 16 ]                      |
| 18        | Le cronache di Narnia - Il principe Caspian               | 2008 | 247 $            | 225 $            | [ 19 ]                      |
| 18        | X-Men - Conflitto finale                                  | 2006 | 247 $            | 210 $            | [ 30 ] [ 31 ]               |
| 20        | Spectre                                                   | 2015 | 245 $            | 245 $            |                             |
| 21        | Wild Wild West                                            | 1999 | 241 $            | 170 $            | [ 113 ] [ 114 ]             |
| 22        | Superman Returns                                          | 2006 | 239 $            | 204 $            |                             |
| 23        | Il cavaliere oscuro - Il ritorno                          | 2012 | 237 $            | 230 $            | [ 18 ]                      |
| 24        | The Lone Ranger                                           | 2013 | 229 $            | 225 $            |                             |
| 24        | Man of Steel                                              | 2013 | 229 $            | 225 $            | [ 21 ] [ 22 ]               |
| 24        | Lo Hobbit - La desolazione di Smaug                       | 2013 | 229 $            | 225 $            | [ 23 ] [ 24 ]               |
| 27        | The Avengers                                              | 2012 | 227 $            | 220 $            | [ 25 ] [ 26 ] [ 27 ] [ 28 ] |
| 28        | Men in Black 3                                            | 2012 | 222 $            | 215 $            | [ 29 ]                      |
| 29        | Transformers - La vendetta del caduto                     | 2009 | 221 $            | 200 $            | [ 43 ]                      |
| 29        | 2012                                                      | 2009 | 221 $            | 200 $            | [ 44 ]                      |
| 29        | Terminator Salvation                                      | 2009 | 221 $            | 200 $            | [ 50 ] [ 51 ]               |
| 32        | Quantum of Solace                                         | 2008 | 220 $            | 200 $            | [ 48 ] [ 49 ]               |
| 33        | Troy                                                      | 2004 | 219 $            | 175 $            | [ 93 ]                      |
| 34        | Il grande e potente Oz                                    | 2013 | 218 $            | 215 $            |                             |
| 34        | Le cronache di Narnia - Il leone, la strega e l'armadio   | 2005 | 218 $            | 180 $            | [ 85 ] [ 86 ] [ 87 ]        |
| 36        | Toy Story 3                                               | 2010 | 217 $            | 200 $            | [ 52 ] [ 53 ]               |
| 37        | Battleship                                                | 2012 | 215 $            | 209 $            | [ 35 ]                      |
| 37        | Terminator 3 - Le macchine ribelli                        | 2003 | 215 $            | 167 $            | [ 131 ]                     |
| 39        | Lanterna Verde                                            | 2011 | 210 $            | 200 $            | [ 54 ] [ 55 ] [ 56 ]        |
| 39        | Cars 2                                                    | 2011 | 210 $            | 200 $            | [ 57 ] [ 58 ] [ 59 ]        |
| 39        | Transformers 4 - L'era dell'estinzione                    | 2014 | 210 $            | 210 $            | [ 32 ] [ 33 ] [ 34 ]        |
| 42        | The Amazing Spider-Man                                    | 2012 | 206 $            | 200 $            | [ 60 ] [ 61 ]               |
| 42        | Lo Hobbit - Un viaggio inaspettato                        | 2012 | 206 $            | 200 $            |                             |
| 44        | La bussola d'oro                                          | 2007 | 205 $            | 180 $            | [ 83 ] [ 84 ]               |
| 44        | Transformers 3                                            | 2011 | 205 $            | 195 $            | [ 70 ] [ 71 ] [ 72 ] [ 73 ] |
| 46        | Armageddon                                                | 1998 | 203 $            | 140 $            | [ 165 ] [ 166 ]             |
| 46        | Indiana Jones e il regno del teschio di cristallo         | 2008 | 203 $            | 185 $            | [ 78 ] [ 79 ] [ 80 ]        |
| 46        | Il cavaliere oscuro                                       | 2008 | 203 $            | 185 $            | [ 20 ] [ 81 ] [ 82 ]        |
| 46        | Iron Man 3                                                | 2013 | 203 $            | 200 $            | [ 62 ] [ 63 ] [ 64 ]        |
| 46        | Monsters University                                       | 2013 | 203 $            | 200 $            | [ 65 ]                      |
| 51        | Van Helsing                                               | 2004 | 200 $            | 160 $            | [ 142 ] [ 143 ] [ 144 ]     |
| 51        | Polar Express                                             | 2004 | 200 $            | 160 $            | [ 145 ] [ 146 ]             |
| 51        | The Amazing Spider-Man 2                                  | 2014 | 200 $            | 200 $            | [ 66 ] [ 67 ]               |
| 51        | X-Men - Giorni di un futuro passato                       | 2014 | 200 $            | 200 $            | [ 68 ] [ 69 ]               |
| 51        | Un'impresa da Dio                                         | 2007 | 200 $            | 175 $            | [ 94 ] [ 95 ] [ 96 ]        |
| 56        | WALL•E                                                    | 2008 | 198 $            | 180 $            | [ 88 ] [ 89 ]               |
| 56        | Superman                                                  | 1978 | 198 $            | 55 $             | [ 167 ] [ 168 ]             |